# T.E.P. EP 1
T.E.P. EP 1 é o primeiro EP da dupla sertaneja brasileira Jorge & Mateus, lançado em 6 de março de 2020 pela Som Livre. Produzido por Neto Schaefer, sendo o quarto trabalho produzido com a dupla, após Como. Sempre Feito. Nunca, 10 Anos e Terra Sem CEP, e dirigido por Wendell Vieira. Conta com cinco faixas, sendo três inéditas: "Ranking", "Tela Preta" e "Instantes" (escolhida em uma votação envolvendo os fãs), e as já conhecidas "Tijolão" e "Cheirosa".

## Lista de Faixas
| N.º            | Título         | Compositor(es)                                            | Duração |  |
| 1.             | "Tela Preta"   | Flávio Tinto Nando Marx Douglas Mello Cristhyan Ribeiro   | 3:00    |  |
| 2.             | "Ranking"      | Lari Ferreira Thales Lessa Diego Silveira Rafael Borges   | 2:45    |  |
| 3.             | "Instantes"    | F. Tinto N. Marx D. Mello Elcio Di Carvalho Júnior Pepato | 2:46    |  |
| 4.             | "Cheirosa"     | Júnior Angelim                                            | 3:00    |  |
| 5.             | "Tijolão"      | L. Ferreira D. Silveira R. Borges                         | 2:55    |  |
| Duração total: | Duração total: | Duração total:                                            | 14:26   |  |

## Recepção

### Desempenho comercial
Nos três primeiros dias após seu lançamento, "T.E.P. EP 1" se manteve na primeira posição entre os álbuns mais executados da Apple Music.

### Certificações
| País (Provedor)                                              | Certificação | Unidades/vendas certificadas |
| ------------------------------------------------------------ | ------------ | ---------------------------- |
| Brasil (Pro-Música Brasil)                                   | 2× Platina   | ±160 000                     |
| Dados de vendas + streaming baseados apenas na certificação. |              |                              |